# Antocha (Antocha) fusca
Antocha (Antocha) fusca is een tweevleugelige uit de familie steltmuggen (Limoniidae). De soort komt voor in het Oriëntaals gebied.